# Le Bonheur
Le Bonheur is een Franse dramafilm uit 1965 onder regie van Agnès Varda.

## Verhaal
François Chevalier is gelukkig getrouwd. Op een dag ontmoet hij echter de jonge telefoniste Émilie en wordt verliefd op haar. Hij houdt evenwel nog steeds van zijn vrouw en de nieuwe relatie verstoort zijn huwelijksgeluk niet. Hij is zelfs gelukkiger dan tevoren. Wanneer hij zijn relatie opbiecht aan zijn vrouw, schijnt dat op het eerste gezicht geen consequenties te hebben. Spoedig blijkt echter dat het wel tot problemen leidt.

## Rolverdeling
| Acteur             | Personage          |
| ------------------ | ------------------ |
| Jean-Claude Drouot | François Chevalier |
| Claire Drouot      | Thérèse Chevalier  |
| Olivier Drouot     | Pierrot Chevalier  |
| Sandrine Drouot    | Gisou Chevalier    |
| Marie-France Boyer | Émilie Savignard   |